# Cocev Kamen
Cocev Kamen (makedonska: Цоцев Камен) är en kulle i Nordmakedonien. Den ligger i kommunen Kratovo, i den centrala delen av landet, 50 kilometer öster om huvudstaden Skopje. Toppen på Cocev Kamen är 385 meter över havet.